# NSU Quick
Die NSU Quick ist ein „Motorfahrrad“ (Kraftrad mit Tretkurbeln), das NSU von 1936 bis 1953 baute. 235.441 Stück wurden in dieser Zeit mit nur geringfügigen Änderungen hergestellt. Nach heutiger Definition ist die Quick straßenverkehrsrechtlich ein Leichtkraftrad.

## Rahmen
Die Rahmenkonstruktion ist im Wesentlichen ein Fahrradrahmen, allerdings mit stärkeren Rohren, um der Belastung durch den Motor und die höheren Fahrgeschwindigkeiten standzuhalten. 1936 gab es zunächst zwei Ausführungen: einmal ein NSU=Quick=Damenrad (so die Schreibweise in der Werbung) mit mittelhohem Durchstieg und Kleiderschutznetz am Hinterrad wie auch ein NSU=Quick=Herrenrad. Das Vorderrad beider Ausführungen ist in einer Parallelogramm- bzw. Trapezgabel mit Stahldruckfeder gelagert. Eine Hinterradfederung gibt es nicht. Der Fahrersitz ist ein höhenverstellbarer Druckfedersattel.

## Motor und Getriebe
Angetrieben wird die Quick von einem luftgekühlten NSU-Einzylinder-Zweitaktmotor mit Nasenkolben. Die Leistung des kleinen Triebwerks (98 cm³) liegt bei 3 PS. Das Zweiganggetriebe ist mit dem Motor verblockt. Geschaltet wurde es zunächst mit einem kleinen Handhebel am Lenker und ab 1952 mit Drehgriff.
Die NSU Quick hat zwei Antriebsketten: rechts eine für eventuellen Fahrradbetrieb und links eine für den Motorantrieb. Um den Motor im Stand zu starten, wird die Quick aufgebockt, damit sich das Hinterrad frei drehen kann. Wenn der Motor läuft, wird das Rad abgebremst, der Ständer eingeklappt und gegebenenfalls kann ein Sozius aufsteigen. Im Solobetrieb ist es einfacher: Der zweite Gang wird eingelegt, Gasdrehgriff etwa ein Viertel geöffnet, Dekompressionshebel links am Lenker gezogen und „losgeradelt“. Sobald der Motor anspringt, Dekompressionshebel loslassen und noch kurz weitertreten, „bis der Motor gut im Zuge ist.“ Im Weiteren weist die Bedienungsanleitung ausdrücklich darauf hin, nicht mit senkrecht gestellten Tretkurbeln weiterzufahren.
Die ersten Modelle der NSU Quick hatten eine Rücktrittbremse wie beim Fahrrad, die jedoch schon 1938 durch eine Innenbackenbremse ersetzt, allerdings weiterhin über die Pedale bzw. die Tretkurbel betätigt wurde.

## Technische Daten
| Modell                | NSU Quick, Modell 1952/53                                  |
| --------------------- | ---------------------------------------------------------- |
| Motor                 | Einzylinder-Zweitaktmotor, mit Schwungradlichtmagnetzünder |
| Ladungswechsel        | Querstromspülung                                           |
| Hubraum               | 98 cm³                                                     |
| Bohrung × Hub         | 49 × 52 mm                                                 |
| Nennleistung          | 3 PS (2,2 kW) bei 4750/min                                 |
| Kühlung               | Luftkühlung (Fahrtwind)                                    |
| Getriebe              | 2-Gang-Getriebe mit Drehgriffschaltung                     |
| Rahmen                | Geschlossener Stahlrohrrahmen                              |
| Bremsen               | Innenbackenbremsen vorn und hinten                         |
| Federung vorn         | Parallelogrammgabel mit Stahldruckfeder (ohne Dämpfung)    |
| Federung hinten       | keine (Starrrahmen)                                        |
| Radstand              | 1225 mm                                                    |
| Länge                 | 1970 mm                                                    |
| Sattelhöhe            | ca. 780 mm (verstellbar)                                   |
| Reifengröße           | 26 × 2,50                                                  |
| Gewicht               | 69 kg                                                      |
| Tank                  | auf dem oberen Rahmenrohr montiert, Inhalt ca. 9,5 Liter   |
| Normverbrauch (a)     | 1,9 l/100 km (Zweitaktgemisch 1 : 25)                      |
| Höchstgeschwindigkeit | 55–60 km/h                                                 |

1936 kostete die NSU Quick 290 Reichsmark und galt als das billigste Motorfahrrad der Welt, nach dem Krieg waren es 540 DM (1949) bzw. 625 DM (1952). Sonderausstattungen gab es nicht. Die serienmäßige Ausführung war: „Schwarz-emailliert mit Zierlinien, Tank und zahlreiche weitere Teile verchromt.“
Im September 1951 wurde mit dem Nachtrag IV der ABE Nr. 83 die Reifengröße hinten von bisher 26 × 2,25 auf 26 × 2,50 verstärkt. Damit war erstmals offiziell auch Soziusbetrieb möglich. Gegen Aufpreis waren ab dann ein Soziussattel und Soziusfußrasten erhältlich.